# Lista de freguesias do Terras de Trás-os-Montes
Esta é uma lista das 175 freguesias da sub-região das Terras de Trás-os-Montes, ordenadas alfabeticamente por município, referindo a população registada em 2021, pela área, pela densidade populacional e pela categoria da freguesia.
A sub-região das Terras de Trás-os-Montes pertence à região portuguesa do Norte, que registou, através dos censos de 2021, uma população de 107.272 habitantes, dividido entre 9 municípios e em 175 freguesias.
| Freguesia                                         | Município            | Habitantes (2021) | Área (em km2) | Densidade | Categoria  |
| ------------------------------------------------- | -------------------- | ----------------- | ------------- | --------- | ---------- |
| Alfândega da Fé                                   | Alfândega da Fé      | 1937              | 40,62         | 48        | Rural      |
| Cerejais                                          | Alfândega da Fé      | 160               | 17,00         | 9         | Rural      |
| Sambade                                           | Alfândega da Fé      | 374               | 31,49         | 12        | Rural      |
| Agrobom, Saldonha e Vale Pereiro                  | Alfândega da Fé      | 211               | 32,60         | 6         | Rural      |
| Eucísia, Gouveia e Valverde                       | Alfândega da Fé      | 266               | 50,82         | 5         | Rural      |
| Ferradosa e Sendim da Serra                       | Alfândega da Fé      | 169               | 27,06         | 6         | Rural      |
| Gebelim e Soeima                                  | Alfândega da Fé      | 299               | 30,60         | 10        | Rural      |
| Parada e Sendim da Ribeira                        | Alfândega da Fé      | 208               | 25,04         | 8         | Rural      |
| Pombal e Vales                                    | Alfândega da Fé      | 147               | 15,19         | 10        | Rural      |
| Vilar Chão                                        | Alfândega da Fé      | 204               | 24,55         | 8         | Rural      |
| Vilarelhos                                        | Alfândega da Fé      | 217               | 12,05         | 18        | Rural      |
| Vilares de Vilariça                               | Alfândega da Fé      | 132               | 14,92         | 9         | Rural      |
| Alfaião                                           | Bragança             | 164               | 17,58         | 9         | Rural      |
| Babe                                              | Bragança             | 209               | 25,62         | 8         | Rural      |
| Baçal                                             | Bragança             | 460               | 28,37         | 16        | Rural      |
| Carragosa                                         | Bragança             | 162               | 27,77         | 6         | Rural      |
| Castro de Avelãs                                  | Bragança             | 430               | 13,48         | 32        | Rural      |
| Coelhoso                                          | Bragança             | 279               | 19,78         | 14        | Rural      |
| Donai                                             | Bragança             | 419               | 15,07         | 28        | Rural      |
| Espinhosela                                       | Bragança             | 227               | 37,03         | 6         | Rural      |
| França                                            | Bragança             | 199               | 53,71         | 4         | Rural      |
| Gimonde                                           | Bragança             | 358               | 16,50         | 22        | Rural      |
| Gondesende                                        | Bragança             | 139               | 12,94         | 11        | Rural      |
| Gostei                                            | Bragança             | 397               | 19,49         | 20        | Rural      |
| Grijó de Parada                                   | Bragança             | 248               | 31,19         | 8         | Rural      |
| Macedo do Mato                                    | Bragança             | 178               | 15,54         | 11        | Rural      |
| Mós                                               | Bragança             | 175               | 11,62         | 15        | Rural      |
| Nogueira                                          | Bragança             | 462               | 12,07         | 38        | Rural      |
| Outeiro                                           | Bragança             | 234               | 40,93         | 6         | Rural      |
| Parâmio                                           | Bragança             | 195               | 22,57         | 9         | Rural      |
| Pinela                                            | Bragança             | 227               | 22,65         | 10        | Rural      |
| Quintanilha                                       | Bragança             | 217               | 20,30         | 11        | Rural      |
| Quintela de Lampaças                              | Bragança             | 184               | 19,99         | 9         | Rural      |
| Rabal                                             | Bragança             | 152               | 23,37         | 7         | Rural      |
| Rebordãos                                         | Bragança             | 533               | 26,29         | 20        | Rural      |
| Salsas                                            | Bragança             | 269               | 26,12         | 10        | Rural      |
| Samil                                             | Bragança             | 1395              | 10,25         | 136       | Semiurbano |
| Santa Comba de Rossas                             | Bragança             | 276               | 8,75          | 32        | Rural      |
| São Pedro de Sarracenos                           | Bragança             | 380               | 15,91         | 24        | Rural      |
| Sendas                                            | Bragança             | 150               | 19,17         | 8         | Rural      |
| Serapicos                                         | Bragança             | 187               | 28,25         | 7         | Rural      |
| Sortes                                            | Bragança             | 262               | 21,30         | 12        | Rural      |
| Aveleda e Rio de Onor                             | Bragança             | 227               | 106,36        | 2         | Rural      |
| Castrelos e Carrazedo                             | Bragança             | 214               | 50,53         | 4         | Rural      |
| Izeda, Calvelhe e Paradinha Nova                  | Bragança             | 851               | 72,67         | 12        | Rural      |
| Parada e Faílde                                   | Bragança             | 539               | 52,13         | 10        | Rural      |
| Rebordainhos e Pombares                           | Bragança             | 148               | 24,08         | 6         | Rural      |
| Rio Frio e Milhão                                 | Bragança             | 287               | 63,50         | 5         | Rural      |
| São Julião de Palácios e Deilão                   | Bragança             | 319               | 80,63         | 4         | Rural      |
| Sé, Santa Maria e Meixedo                         | Bragança             | 22689             | 35,69         | 636       | Urbano     |
| Zoio                                              | Bragança             | 141               | 24,39         | 6         | Rural      |
| Amendoeira                                        | Macedo de Cavaleiros | 400               | 15,54         | 26        | Rural      |
| Arcas                                             | Macedo de Cavaleiros | 215               | 23,12         | 9         | Rural      |
| Carrapatas                                        | Macedo de Cavaleiros | 153               | 6,70          | 23        | Rural      |
| Chacim                                            | Macedo de Cavaleiros | 227               | 19,42         | 12        | Rural      |
| Cortiços                                          | Macedo de Cavaleiros | 237               | 24,72         | 10        | Rural      |
| Corujas                                           | Macedo de Cavaleiros | 143               | 9,68          | 15        | Rural      |
| Ferreira                                          | Macedo de Cavaleiros | 192               | 19,57         | 10        | Rural      |
| Grijó                                             | Macedo de Cavaleiros | 351               | 8,17          | 43        | Rural      |
| Lagoa                                             | Macedo de Cavaleiros | 271               | 34,52         | 8         | Rural      |
| Lamalonga                                         | Macedo de Cavaleiros | 339               | 16,97         | 20        | Rural      |
| Lamas                                             | Macedo de Cavaleiros | 238               | 8,71          | 27        | Rural      |
| Lombo                                             | Macedo de Cavaleiros | 304               | 14,45         | 21        | Rural      |
| Macedo de Cavaleiros                              | Macedo de Cavaleiros | 6137              | 15,34         | 400       | Urbano     |
| Morais                                            | Macedo de Cavaleiros | 530               | 52,80         | 10        | Rural      |
| Olmos                                             | Macedo de Cavaleiros | 149               | 18,67         | 8         | Rural      |
| Peredo                                            | Macedo de Cavaleiros | 191               | 21,91         | 9         | Rural      |
| Salselas                                          | Macedo de Cavaleiros | 284               | 36,42         | 8         | Rural      |
| Sezulfe                                           | Macedo de Cavaleiros | 271               | 15,20         | 18        | Rural      |
| Talhas                                            | Macedo de Cavaleiros | 256               | 43,60         | 6         | Rural      |
| Ala e Vilarinho do Monte                          | Macedo de Cavaleiros | 412               | 40,77         | 10        | Rural      |
| Bornes e Burga                                    | Macedo de Cavaleiros | 342               | 26,05         | 13        | Rural      |
| Castelãos e Vilar do Monte                        | Macedo de Cavaleiros | 457               | 26,05         | 18        | Rural      |
| Espadanedo, Edroso, Murçós e Soutelo Mourisco     | Macedo de Cavaleiros | 386               | 64,13         | 6         | Rural      |
| Podence e Santa Combinha                          | Macedo de Cavaleiros | 258               | 19,46         | 13        | Rural      |
| Talhinhas e Bagueixe                              | Macedo de Cavaleiros | 262               | 35,25         | 7         | Rural      |
| Vale Benfeito                                     | Macedo de Cavaleiros | 159               | 15,86         | 10        | Rural      |
| Vale da Porca                                     | Macedo de Cavaleiros | 239               | 17,23         | 14        | Rural      |
| Vale de Prados                                    | Macedo de Cavaleiros | 472               | 8,81          | 54        | Rural      |
| Vilarinho de Agrochão                             | Macedo de Cavaleiros | 216               | 13,84         | 16        | Rural      |
| Vinhas                                            | Macedo de Cavaleiros | 160               | 33,20         | 5         | Rural      |
| Duas Igrejas                                      | Miranda do Douro     | 558               | 49,26         | 11        | Rural      |
| Genísio                                           | Miranda do Douro     | 152               | 29,82         | 5         | Rural      |
| Malhadas                                          | Miranda do Douro     | 275               | 27,53         | 10        | Rural      |
| Miranda do Douro                                  | Miranda do Douro     | 2064              | 37,48         | 55        | Semiurbano |
| Palaçoulo                                         | Miranda do Douro     | 566               | 50,14         | 11        | Rural      |
| Picote                                            | Miranda do Douro     | 230               | 19,95         | 12        | Rural      |
| Póvoa                                             | Miranda do Douro     | 164               | 22,42         | 7         | Rural      |
| São Martinho de Angueira                          | Miranda do Douro     | 239               | 37,00         | 6         | Rural      |
| Constantim e Cicouro                              | Miranda do Douro     | 153               | 36,33         | 4         | Rural      |
| Ifanes e Paradela                                 | Miranda do Douro     | 233               | 44,70         | 5         | Rural      |
| Sendim e Atenor                                   | Miranda do Douro     | 1240              | 58,93         | 21        | Rural      |
| Silva e Águas Vivas                               | Miranda do Douro     | 330               | 40,61         | 8         | Rural      |
| Vila Chã de Braciosa                              | Miranda do Douro     | 259               | 42,82         | 6         | Rural      |
| Abambres                                          | Mirandela            | 338               | 18,68         | 18        | Rural      |
| Abreiro                                           | Mirandela            | 200               | 24,20         | 8         | Rural      |
| Aguieiras                                         | Mirandela            | 246               | 14,68         | 17        | Rural      |
| Alvites                                           | Mirandela            | 171               | 17,81         | 10        | Rural      |
| Bouça                                             | Mirandela            | 182               | 13,57         | 13        | Rural      |
| Cabanelas                                         | Mirandela            | 344               | 18,60         | 18        | Rural      |
| Caravelas                                         | Mirandela            | 152               | 12,59         | 12        | Rural      |
| Carvalhais                                        | Mirandela            | 1229              | 24,78         | 50        | Rural      |
| Cedães                                            | Mirandela            | 270               | 25,34         | 11        | Rural      |
| Cobro                                             | Mirandela            | 154               | 12,37         | 12        | Rural      |
| Fradizela                                         | Mirandela            | 185               | 13,46         | 14        | Rural      |
| Frechas                                           | Mirandela            | 732               | 18,41         | 40        | Rural      |
| Lamas de Orelhão                                  | Mirandela            | 320               | 19,39         | 17        | Rural      |
| Mascarenhas                                       | Mirandela            | 422               | 28,07         | 15        | Rural      |
| Mirandela                                         | Mirandela            | 11397             | 29,78         | 383       | Urbano     |
| Múrias                                            | Mirandela            | 244               | 22,43         | 11        | Rural      |
| Passos                                            | Mirandela            | 333               | 18,43         | 18        | Rural      |
| São Pedro Velho                                   | Mirandela            | 281               | 23,54         | 12        | Rural      |
| São Salvador                                      | Mirandela            | 200               | 14,23         | 14        | Rural      |
| Suçães                                            | Mirandela            | 507               | 36,20         | 14        | Rural      |
| Torre de Dona Chama                               | Mirandela            | 919               | 27,65         | 33        | Rural      |
| Avantos e Romeu                                   | Mirandela            | 341               | 27,41         | 12        | Rural      |
| Avidagos, Navalho e Pereira                       | Mirandela            | 446               | 33,16         | 13        | Rural      |
| Barcel, Marmelos e Valverde da Gestosa            | Mirandela            | 320               | 48,74         | 7         | Rural      |
| Franco e Vila Boa                                 | Mirandela            | 263               | 26,34         | 10        | Rural      |
| Freixeda e Vila Verde                             | Mirandela            | 137               | 21,23         | 6         | Rural      |
| Vale de Asnes                                     | Mirandela            | 210               | 21,50         | 10        | Rural      |
| Vale de Gouvinhas                                 | Mirandela            | 234               | 17,69         | 13        | Rural      |
| Vale de Salgueiro                                 | Mirandela            | 344               | 15,20         | 23        | Rural      |
| Vale de Telhas                                    | Mirandela            | 263               | 13,35         | 20        | Rural      |
| Azinhoso                                          | Mogadouro            | 241               | 30,71         | 8         | Rural      |
| Bemposta                                          | Mogadouro            | 497               | 37,07         | 13        | Rural      |
| Bruçó                                             | Mogadouro            | 166               | 31,54         | 5         | Rural      |
| Brunhoso                                          | Mogadouro            | 212               | 20,76         | 10        | Rural      |
| Castelo Branco                                    | Mogadouro            | 330               | 54,57         | 6         | Rural      |
| Castro Vicente                                    | Mogadouro            | 265               | 33,76         | 8         | Rural      |
| Meirinhos                                         | Mogadouro            | 250               | 53,80         | 5         | Rural      |
| Paradela                                          | Mogadouro            | 127               | 20,45         | 6         | Rural      |
| Penas Roias                                       | Mogadouro            | 278               | 33,04         | 8         | Rural      |
| Peredo da Bemposta                                | Mogadouro            | 185               | 18,05         | 10        | Rural      |
| Saldanha                                          | Mogadouro            | 133               | 25,72         | 5         | Rural      |
| São Martinho do Peso                              | Mogadouro            | 255               | 52,01         | 5         | Rural      |
| Tó                                                | Mogadouro            | 136               | 23,66         | 6         | Rural      |
| Travanca                                          | Mogadouro            | 119               | 20,46         | 6         | Rural      |
| Brunhozinho, Castanheira e Sanhoane               | Mogadouro            | 216               | 42,76         | 5         | Rural      |
| Mogadouro, Valverde, Vale de Porco e Vilar de Rei | Mogadouro            | 3603              | 103,22        | 35        | Semiurbano |
| Remondes e Soutelo                                | Mogadouro            | 285               | 36,48         | 8         | Rural      |
| Vilarinho dos Galegos e Ventozelo                 | Mogadouro            | 357               | 48,74         | 7         | Rural      |
| Urrós                                             | Mogadouro            | 250               | 32,47         | 8         | Rural      |
| Vale da Madre                                     | Mogadouro            | 165               | 11,53         | 14        | Rural      |
| Vila de Ala                                       | Mogadouro            | 231               | 26,52         | 9         | Rural      |
| Benlhevai                                         | Vila Flor            | 235               | 12,34         | 19        | Rural      |
| Freixiel                                          | Vila Flor            | 527               | 33,18         | 16        | Rural      |
| Roios                                             | Vila Flor            | 148               | 15,61         | 9         | Rural      |
| Samões                                            | Vila Flor            | 338               | 13,55         | 25        | Rural      |
| Sampaio                                           | Vila Flor            | 137               | 8,92          | 15        | Rural      |
| Santa Comba de Vilariça                           | Vila Flor            | 360               | 11,83         | 30        | Rural      |
| Seixo de Manhoses                                 | Vila Flor            | 404               | 8,80          | 46        | Rural      |
| Trindade                                          | Vila Flor            | 116               | 13,50         | 9         | Rural      |
| Assares e Lodões                                  | Vila Flor            | 214               | 14,26         | 15        | Rural      |
| Candoso e Carvalho de Egas                        | Vila Flor            | 222               | 10,02         | 22        | Rural      |
| Valtorno e Mourão                                 | Vila Flor            | 319               | 19,31         | 17        | Rural      |
| Vila Flor e Nabo                                  | Vila Flor            | 2351              | 40,26         | 58        | Semiurbano |
| Vilas Boas e Vilarinho das Azenhas                | Vila Flor            | 525               | 42,96         | 12        | Rural      |
| Vale Frechoso                                     | Vila Flor            | 154               | 22,51         | 7         | Rural      |
| Argozelo                                          | Vimioso              | 560               | 29,55         | 19        | Rural      |
| Carção                                            | Vimioso              | 388               | 27,60         | 14        | Rural      |
| Matela                                            | Vimioso              | 211               | 45,81         | 5         | Rural      |
| Pinelo                                            | Vimioso              | 220               | 33,13         | 7         | Rural      |
| Santulhão                                         | Vimioso              | 330               | 47,53         | 7         | Rural      |
| Algoso, Campo de Víboras e Uva                    | Vimioso              | 490               | 96,53         | 5         | Rural      |
| Caçarelhos e Angueira                             | Vimioso              | 296               | 53,16         | 6         | Rural      |
| Vale de Frades e Avelanoso                        | Vimioso              | 293               | 69,38         | 4         | Rural      |
| Vilar Seco                                        | Vimioso              | 116               | 23,08         | 5         | Rural      |
| Vimioso                                           | Vimioso              | 1245              | 54,91         | 23        | Rural      |
| Agrochão                                          | Vinhais              | 220               | 18,07         | 12        | Rural      |
| Candedo                                           | Vinhais              | 289               | 22,23         | 13        | Rural      |
| Celas                                             | Vinhais              | 189               | 36,75         | 5         | Rural      |
| Edral                                             | Vinhais              | 170               | 26,47         | 6         | Rural      |
| Edrosa                                            | Vinhais              | 139               | 22,62         | 6         | Rural      |
| Ervedosa                                          | Vinhais              | 331               | 30,98         | 11        | Rural      |
| Paçó                                              | Vinhais              | 154               | 16,92         | 9         | Rural      |
| Penhas Juntas                                     | Vinhais              | 260               | 27,55         | 9         | Rural      |
| Rebordelo                                         | Vinhais              | 605               | 22,15         | 27        | Rural      |
| Santalha                                          | Vinhais              | 188               | 27,67         | 7         | Rural      |
| Tuizelo                                           | Vinhais              | 296               | 34,80         | 9         | Rural      |
| Curopos e Vale de Janeiro                         | Vinhais              | 245               | 26,20         | 9         | Rural      |
| Moimenta e Montouto                               | Vinhais              | 219               | 43,45         | 5         | Rural      |
| Nunes e Ousilhão                                  | Vinhais              | 197               | 21,49         | 9         | Rural      |
| Quirás e Pinheiro Novo                            | Vinhais              | 203               | 59,19         | 3         | Rural      |
| Sobreiró de Baixo e Alvaredos                     | Vinhais              | 275               | 26,79         | 10        | Rural      |
| Soeira, Fresulfe e Mofreita                       | Vinhais              | 157               | 46,67         | 3         | Rural      |
| Travanca e Santa Cruz                             | Vinhais              | 146               | 23,20         | 6         | Rural      |
| Vilar de Lomba e São Jomil                        | Vinhais              | 207               | 29,48         | 7         | Rural      |
| Vale das Fontes                                   | Vinhais              | 262               | 16,65         | 16        | Rural      |
| Vila Boa de Ousilhão                              | Vinhais              | 138               | 7,63          | 18        | Rural      |
| Vila Verde                                        | Vinhais              | 151               | 14,30         | 11        | Rural      |
| Vilar de Ossos                                    | Vinhais              | 222               | 16,35         | 14        | Rural      |
| Vilar de Peregrinos                               | Vinhais              | 134               | 12,54         | 11        | Rural      |
| Vilar Seco de Lomba                               | Vinhais              | 186               | 20,24         | 9         | Rural      |
| Vinhais                                           | Vinhais              | 2185              | 33,76         | 65        | Semiurbano |

1. ↑  «INE - Indicadores». tabulador.ine.pt. Consultado em 22 de dezembro de 2022
2. ↑  «Portal do INE». www.ine.pt. Consultado em 22 de dezembro de 2022
3. ↑  INE (2021). «População das Terras de Trás-os-Montes»
4. ↑  Diário da República, Reorganização administrativa do território das freguesias, Lei n.º 11-A/2013, de 28 de janeiro, Anexo I. Acedido a 19 de julho de 2013.